# Beryl Crockford
Beryl Crockford (conocida como Beryl Mitchell; 26 de junio de 1950-11 de septiembre de 2016) fue una deportista británica que compitió en remo. Ganó dos medallas en el Campeonato Mundial de Remo, plata en 1981 y oro en 1985.

## Palmarés internacional
| Campeonato Mundial | Campeonato Mundial | Campeonato Mundial | Campeonato Mundial |
| Año                | Lugar              | Medalla            | Prueba             |
| ------------------ | ------------------ | ------------------ | ------------------ |
| 1981               | Múnich (RFA)       | Medalla de plata   | Scull individual   |
| 1985               | Malinas (Bélgica)  | Medalla de oro     | Doble scull ligero |